# Isole Windmill
Le isole Windmill (in inglese Windmill Islands) sono un gruppo di isole rocciose tra cui l’isola Thompson, che si estendono per circa 11 km nel lato orientale della baia Vincennes, al largo della costa di Budd.
Localizzate a una latitudine di 66°20′ sud e a una longitudine di 110°28' est le isole sono state mappate per la prima volta mediante ricognizione aerea durante l'operazione Highjump e l'operazione Windmill, negli anni 1947-1948. Sono state intitolate dalla US-ACAN all'operazione Windmill perché fu durante la campagna che avvenne il primo sbarco, presso isola Holl.